# Jiří Vaněk (tenista)
Jiří Vaněk (* 24. dubna 1978 Domažlice) je tenisový trenér a bývalý český profesionální tenista, který nastoupil tenisovou kariéru na okruhu ATP v roce 1995. Kariéru ukončil v roce 2011 a na okruhu ATP nevyhrál žádný turnaj. Na žebříčku ATP byl pro dvouhru nejvýše postaven na 74. místě (16. října 2000), pro čtyřhru pak 96. místě (4. února 2006).
V roce 2008 reprezentoval ve dvouhře tenisu na Letních olympijských hrách v Pekingu, kde prohrál v 1. kole s Michailem Južným z Ruska 1–6, 4–6. Jeho trenérem byl Fredrik Rosengren.
Od prosince 2016 je trenérem Petry Kvitové. V srpnu 2022 ve Wimbledonu se s ní zasnoubil, aby se v červenci 2023 vzali na statku Oblík u Loun v Českém středohoří. V červenci 2024 se jim narodil syn Petr. Vaněk má dále dva syny z minulého vztahu s bývalou tenistkou Markétou Kochtovou (* 1975), dcerou hokejisty Jiřího Kochty.

## Finálová utkání na turnajích ATP

### Finalista – čtyřhra (1)
| Č. | Datum         | Turnaj           | Povrch | Spoluhráč | Vítězové                      | Výsledek    |
| 1. | 27. únor 2005 | Acapulco, Mexiko | antuka | Tomáš Zíb | David Ferrer Santiago Ventura | 6–4 1–6 4–6 |

## Trenér
Od Wimbledonu 2014 do poloviny listopadu 2016 trénoval tenistku Karolínu Plíškovou. Od poloviny prosince 2016 trénuje Petru Kvitovou.
Mezi jeho největší trenérské úspěchy patří finále Petry Kvitové na Australian Open 2019, kdy podlehla Naomi Ósakaové a finále US Open 2016, kdy Karolína Plíšková prohrála s Angelique Kerberovou.

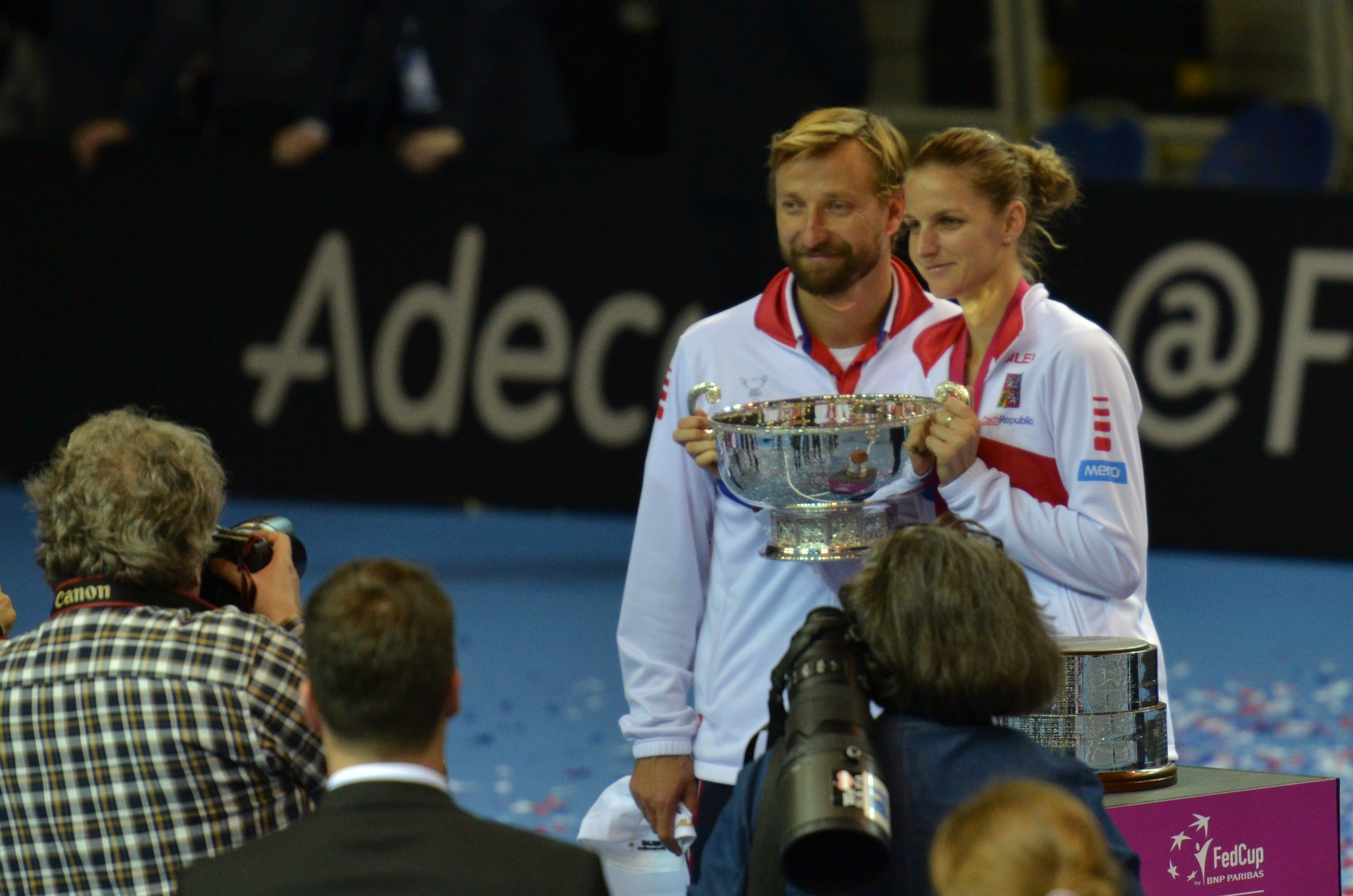
S Karolínou Plíškovou ve finále Fed Cupu s Francií 2016

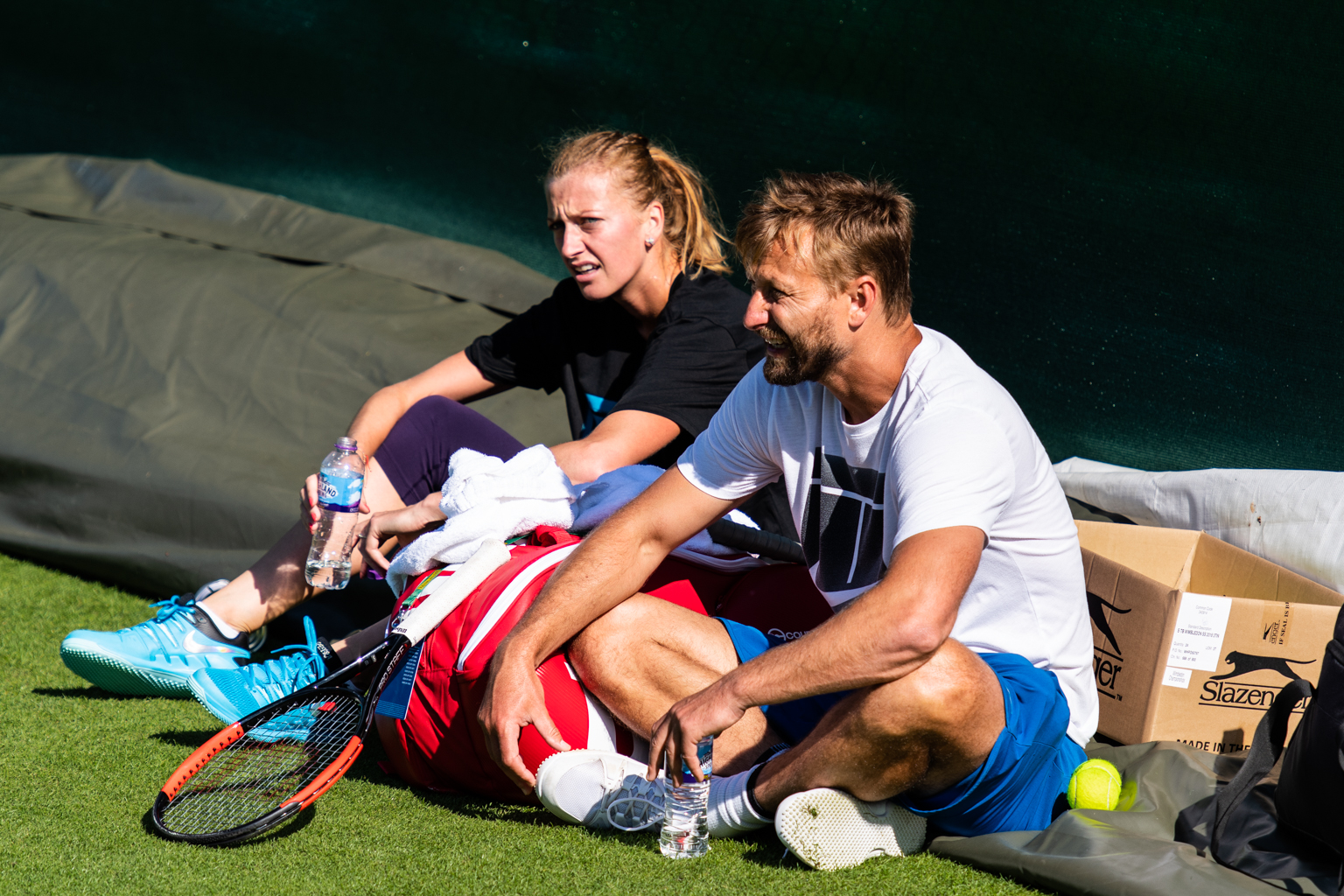
S Petrou Kvitovou v Birminghamu, 2018